# Baltimore Saturday Visiter
Le Baltimore Saturday Visiter est un hebdomadaire paru à Baltimore (Maryland) au XIXe siècle. Il a publié plusieurs des premiers contes d'Edgar Allan Poe.

## Histoire
Le magazine est fondé en 1832 par Charles Cloud et Lambert Wilmer, un ami de Poe. Populaire dans un premier temps, le Visiter est devenu plus tard abolitionniste et a été absorbé en 1847 par National Era, publication abolitionniste de Washington.
Poe a envoyé au Visiter six contes dans le cadre d'un concours soutenu par la revue. Celui-ci avait promis 50 dollars au meilleur conte et 25 dollars pour le meilleur poème envoyé avant le 1er octobre 1833. Les juges ont reçu une centaine de textes, parmi lesquels ils ont choisi le Manuscrit trouvé dans une bouteille de Poe pour son originalité. En plus du prix de 50 dollars, Poe a obtenu la publication de son histoire dans le numéro du 19 octobre du Visiter. Le concours n'en a, cependant, pas moins créé une certaine controverse. Le gagnant de la section poésie du concours, Henry Wilton, s'est avéré être en fait John Hewitt, le rédacteur en chef du Visiter. Poe a affirmé qu'Hewitt l'avait remporté par « des moyens sournois ».